# Entrenador del Año de la NBA G League
El Dennis Johnson Coach of the Year Award, o Premio al Entrenador del Año de la NBA G League es el galardón que se otorga al mejor entrenador de cada temporada de la NBA G League, la liga de desarrollo de la NBA. El premio lleva el nombre de Dennis Johnson, fallecido en 2007, que fue jugador y posteriormente entrenador entre otros equipos de los Florida Flame y los Austin Toros.

## Palmarés
| Temporada | Nacionalidad   | Entrenador          | Equipo                   | Ref.   |
| --------- | -------------- | ------------------- | ------------------------ | ------ |
| 2006–07   | Estados Unidos | Bryan Gates         | Idaho Stampede           | [ 1 ]  |
| 2007–08   | Estados Unidos | Bryan Gates         | Idaho Stampede           | [ 1 ]  |
| 2008–09   | Estados Unidos | Quin Snyder         | Austin Toros             | [ 2 ]  |
| 2009–10   | Estados Unidos | Chris Finch         | Rio Grande Valley Vipers | [ 3 ]  |
| 2010–11   | Estados Unidos | Nick Nurse          | Iowa Energy              | [ 4 ]  |
| 2011–12   | Estados Unidos | Eric Musselman      | Los Angeles D-Fenders    | [ 5 ]  |
| 2012–13   | Estados Unidos | Alex Jensen         | Canton Charge            |        |
| 2013–14   | Estados Unidos | Conner Henry        | Fort Wayne Mad Ants      | [ 6 ]  |
| 2014–15   | Estados Unidos | Scott Morrison      | Maine Red Claws          | [ 7 ]  |
| 2015–16   | Estados Unidos | Dan Craig           | Sioux Falls Skyforce     | [ 8 ]  |
| 2016–17   | Estados Unidos | Jerry Stackhouse    | Raptors 905              | [ 9 ]  |
| 2017–18   | Estados Unidos | Mike Miller         | Westchester Knicks       | [ 10 ] |
| 2018–19   | Estados Unidos | Will Weaver         | Long Island Nets         | [ 11 ] |
| 2019–20   | Austria        | Martin Schiller     | Salt Lake City Stars     | [ 12 ] |
| 2020–21   | Estados Unidos | Stan Heath          | Lakeland Magic           | [ 13 ] |
| 2021–22   | Palestina      | Mahmoud Abdelfattah | Rio Grande Valley Vipers | [ 14 ] |
| 2022–23   | Estados Unidos | Ronnie Burrell      | Long Island Nets         | [ 15 ] |
| 2023–24   | Estados Unidos | Lindsey Harding     | Stockton Kings           | [ 16 ] |
| 2024–25   | Estados Unidos | Scott King          | Austin Spurs             | [ 17 ] |